# Elizabeth Conyngham
Elizabeth Conyngham z d. Denison (ur. 31 lipca 1769, zm. 11 listopada 1861) – angielska dwórka i ostatnia kochanka Jerzego IV Hanowerskiego.

## Życiorys
Elizabeth urodziła się w 1769 roku. Jej ojcem był Joseph Denison, który zdobył fortunę w bankowości. Jej matką była Elizabeth Denison z domu Butler. 
5 lipca 1794 roku Elizabeth poślubiła wicehrabię Henry’ego Conynghama. W 1797 roku został mianowany earlem, a w 1816 roku markizem.
W latach 1819–1830 Elizabeth była kochanką ówczesnego księcia Walii (przyszłego króla Jerzego IV). Elizabeth była także kochanką przyszłego lorda Ponsonby oraz cara Mikołaja I podczas jego wizyty w Londynie w 1816 roku.